# .gh
.gh je internetová národní doména nejvyššího řádu pro Ghanu. Spravuje ji Network Computer Systems Limited a je registrována u Ghanaian Network Information Centre.

## Vyhrazené domény 2. řádu
- com.gh pro firmy
- edu.gh pro školy
- gov.gh pro vladu
- org.gh pro organizace
- mil.gh pro armádu